# Desmond MacCarthy

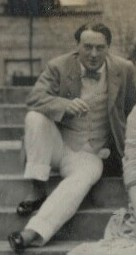
Desmond MacCarthy (1912)

Sir Charles Otto Desmond MacCarthy (* 20. Mai 1877 in Plymouth, Devon; † 7. Juni 1952 in Cambridge) war ein britischer  Journalist, Literatur- und Theaterkritiker. Er war Mitglied der FRSL und der Bloomsbury Group.

## Leben und Wirken
MacCarthy studierte am Eton College und Trinity College in Cambridge, wo er zu der elitären Geheimgesellschaft Cambridge Apostles gehörte. Dort lernte er Lytton Strachey, Bertrand Russell und G. E. Moore kennen. Zu seinen Freunden gehörte ebenfalls Logan Pearsall Smith. 1903 begann er als Journalist zu arbeiten. 1906 heiratete er Mary (1882–1953), genannt Molly, die Tochter von Francis Warre Warre-Cornish (1839–1916), die als Schriftstellerin ebenfalls mit der Bloomsbury Group verbunden war. Zwischen 1906 und 1910 schrieb er für The New Quarterly. 1910 half er als Sekretär bei der Organisation der von Roger Fry geplanten Ausstellung Manet and the Post-Impressionists in den Londoner Grafton Galleries und verfasste den Katalogtext. 

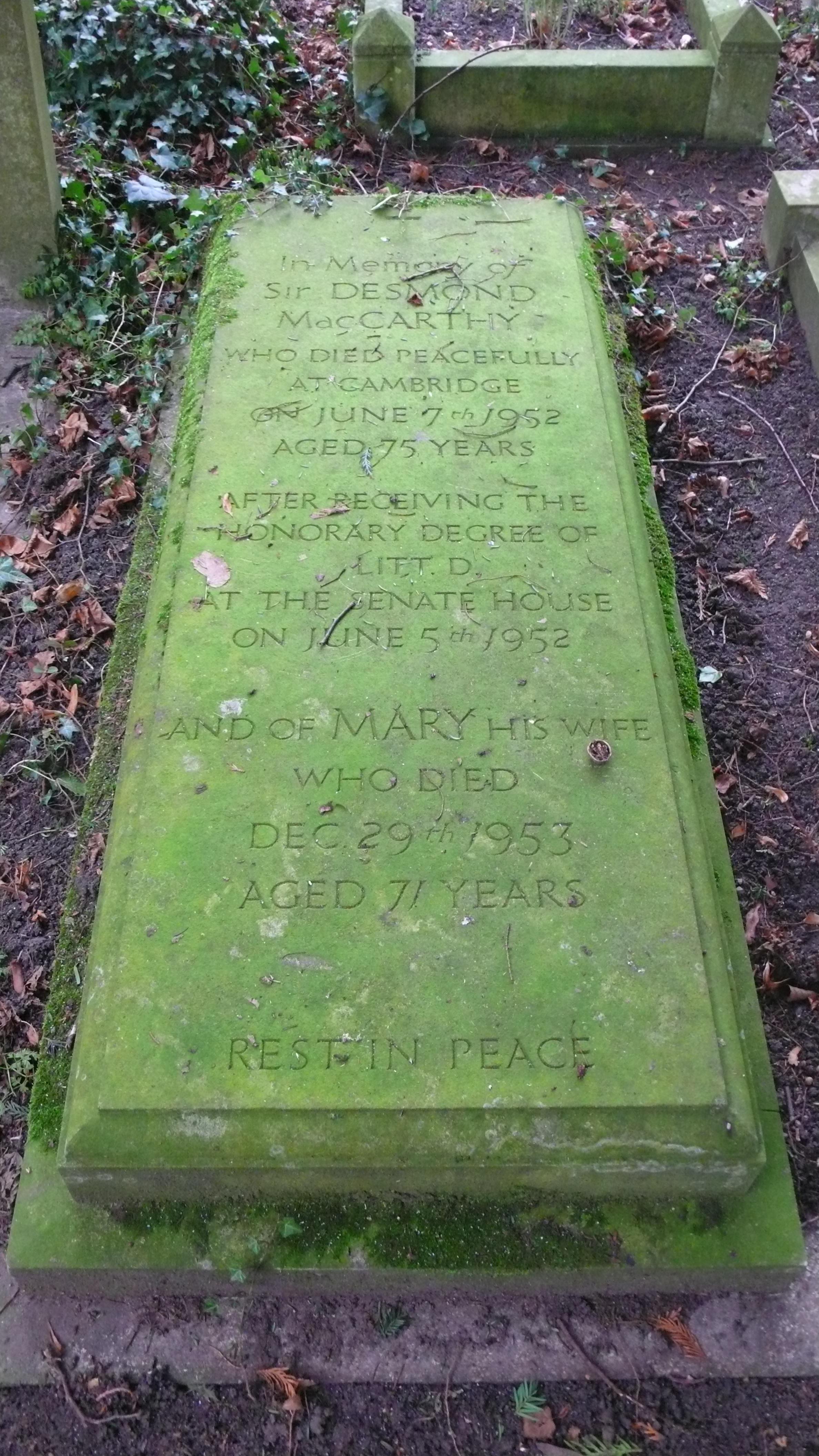
Grabstein der MacCarthys

Im Ersten Weltkrieg diente MacCarthy als Ambulanzfahrer in Frankreich und war zeitweise beim Geheimdienst British Naval Intelligence Department tätig. Ab 1913 schrieb er für den New Statesman Theaterkritiken. Zwischen 1920 und 1927 arbeitete er dort als Literarischer Herausgeber; unter anderem schrieb er eine wöchentlich veröffentlichte Kolumne, die er mit „Affable Hawk“ signierte. 1927 begann er für die BBC im noch jungen Medium Rundfunk Bücher zu rezensieren. 1928 wurde er Herausgeber von Life and Letters und Literaturkritiker der Sunday Times. Im Jahr 1951 wurde er zum Ritter geschlagen.
MacCarthy und seine Frau Mary hatten zwei Söhne und eine Tochter, Rachel. Sie heiratete den Literaturhistoriker David Cecil; Ihr Sohn war der Schauspieler Jonathan Cecil. Mary und Desmond MacCarthy sind auf dem Friedhof „Parish of the Ascension Burial Ground“ in Cambridge begraben.

## Schriften
- The Court Theatre (1907)
- Portraits (1931)
- Drama (1940)
- Shaw  (1951)
- Memories (1953)
- Theatre (1955)

## Sekundärliteratur
- Noel Annan: The Intellectual Aristocracy, in J. H. Plumb: Studies in Social History: A Tribute to G. M. Trevelyan Longmans, Green, London 1955, S. 257
- Todd Avery: Close Affectionate Friends; Desmond and Molly MacCarthy and the Bloomsbury Group, The Lilly Library, Indiana University Press, 1999
- Todd Avery: Desmond and Molly MacCarthy : Bloomsberries. Cecil Woolf, London 2010
- David Cecil (Hrsg.): Desmond MacCarthy, the Man and His Writings (1984)